# Кириленко Павло Олександрович
Павло Олександрович Кириленко (нар. 5 травня 1986, Макіївка, Донецька область, УРСР) — полковник юстиції, Голова Антимонопольного комітету України з 6 вересня 2023 року. Голова Донецької ОВА (5 липня 2019 — 5 вересня 2023).

## Життєпис
2008 року закінчив Юридичну академію України ім. Ярослава Мудрого за спеціальністю «Правознавство». 2022 року закінчив Львівську політехніку за спеціальністю «Публічне управління та адміністрування», освітньо-кваліфікаційний рівень — магістр.
З липня 2008 працював помічником прокурора, прокурором відділу, заступником прокурора, прокурором та начальником слідчого управління прокуратури. Працював у прокуратурах Донецької області, Криму та Генпрокуратурі.
22 вересня 2017 року наказом Генерального прокурора України призначений військовим прокурором Ужгородського гарнізону Західного регіону України.
5 липня 2019 призначений головою Донецької ОДА.
10 липня 2019 виїхав на передові позиції ЗСУ біля лінії розмежування, біля Гранітного його авто потрапила під обстріл росіян, внаслідок згоріла вантажівка КрАЗ, один український військовослужбовець загинув, ще одного було поранено. За словами керівників ООС, Кириленко не погоджував заздалегідь цю поїздку зі штабом ООС.
5 вересня 2023 року Президент звільнив Кириленка з посади керівника Донецької обласної ВЦА.
6 вересня 2023 року став керівником Антимонопольного комітету України.

## Розслідування

### Звинувачення у незаконному збагаченні
21 березня 2024 року з розслідування Радіо Свобода та «Схем» стало відомо, що сім'я Кириленка володіє майном на 70 млн грн (7 квартир, 6 паркомісць, будинок, дві земельні ділянки, комерційну нерухомість та два кросовери), записаними на батьків дружини Кириленка. Це майно вони почали купувати, коли Кириленко очолив Донецьку ОДА. Кириленко заявив, що стартовий капітал на купівлю майна його родина отримала в 1990-х роках, коли прабабуся «вдало реалізувала акції заводу Стирол» в Горлівці. Теща Кириленка повідомила, що 1997 року вона продала акції за $40 тис., але документів надати не змогла.
22 березня 2024 року НАБУ та САП зареєстрували відносно Кириленка кримінальне провадження за ст. 368-5 ККУ (незаконне збагачення) та ст. 366-2 (декларування недостовірної інформації) за підозрою в незаконному отриманні елітного майна на 70 млн грн.
14 серпня 2024 року НАБУ повідомили Кириленку про підозру на понад 56 млн грн. За даними слідства, у 2020—2023 роках він на посаді керівника Донецької ОДА, отримав 21 об'єкт нерухомості та дорогий автомобіль, зареєструвавши майно на родичів дружини. Мова про 7 квартир у Києві та Ужгороді на 688,5 м2, будинок під Києвом на 220 м2, два гаража, шість паркомісць, три нежитлових приміщення на 190 м2 та автомобіль BMW X3. Вартість активів — 61,7 млн грн. Доходи Кириленка та родини не дозволяли здійснити таких покупок, тому щоб приховати це майно, Кириленко не зазначав його в деклараціях.
Під час обшуків вдома у Кириленка знайшли ключі від двох інших квартир в житловому комплексі в Ужгороді. Дружина Кириленка заявила, що це нібито квартири її матері. Однак, вони зареєстровані на іншу особу.
28 серпня 2024 року, після трьох спроб розгляду клопотання, суддя ВАКС Володимир Воронько відмовив у клопотанні НАБУ та САП про тримання Кириленка під вартою з заставою в 121 млн грн і обрав заставу в 30 млн грн, які Кириленко вніс того ж дня. Заставу за Кириленка вніс бізнесмен Едуард Мкртчан, син колишнього співвласника промислової корпорації Індустріальний союз Донбасу Олега Мкртчана, який з 2019 року відбуває покарання у Росії. Компанії Мкртчана-молодшого беруть участь в державних закупівлях та аукціонах, а дії однієї з них є предметом розгляду Антимонопольного комітету, який очолює Кириленко. 
9 грудня 2024 року НАБУ та САП завершили розслідування справи Кириленка та надали її матеріали на ознайомлення стороні захисту. За версією прокуратури, Кириленко незаконно збагатися на 72 млн грн. 
4 червня 2025 року Слідчий суддя ВАКС Володимир Воронько частково задовольнив клопотання захисника голови Антимонопольного комітету Павла Кириленка про зміну запобіжного заходу та змінив розмір застави з 30 до 25 млн грн., не дозволивши йому виїжджати за кордон у службові відрядження.
23 липня 2025 року розслідування було завершене. 

### Звинувачення в недостовірному декларуванні
5 червня 2025 року Кириленку повідомили про нову підозру в недостовірному декларуванні, а його дружині Аллі Кириленко — в пособництві в незаконному збагаченні на суму в 72 млн грн.

## Сім'я
- Старший брат Євген Кириленко (1984 р.н.) — працював у силових структурах України, у 2014 році перейшов на бік російських терористів[34], відтоді працює оперативником у так званому «міністерстві державної безпеки» «ДНР»[35][36], бойовик «5-ї ОМСБР»[37].
- Дружина Алла Кириленко — працювала в управлінні праці та соціального захисту населення Ужгородської міської ради[38].
- двоє дітей.
- Батьки Павла живуть на окупованій РФ території[39].

## Державні нагороди
- Орден Богдана Хмельницького III ступеня (6 березня 2022) — за вагомий особистий внесок у захист державного суверенітету та територіальної цілісності України, мужність і самовіддані дії, виявлені під час організації оборони населених пунктів від російських загарбників[40].